# Ursula von der Leyen
Ursula Gertrud Albrecht von der Leyen, nemška zdravnica in političarka, * 8. oktober 1958, Ixelles, Belgija.
Rodila se je v Bruslju. Njen oče Ernst Albrecht je namreč tam deloval kot eden od prvih evropskih javnih uslužbencev. Leta 1971 so se preselili v Hanover, saj je Ursulin oče tam postal predsednik vlade Spodnje Saške. Konec 1970-ih je začela študij ekonomije v Londonu, kjer je živela pod imenom Rose Ladson. Priimek Ladson je povzela po svoji prababici, ki je živela v Severni Karolini v Združenih državah Amerike. Leta 1987 je v Hanovru diplomirala na medicinski šoli in se nato specializirala za zdravje žensk ter delovala na oddelku za ginekologijo. Leta 1991 je doktorirala. Leta 1990 se je včlanila v nemško krščansko-demokratsko unijo CDU, s čimer se je začela njena politična pot.
1. decembra 2019 je postala predsednica Evropske komisije, ponovno je bila na to mesto izvoljena 18. julija 2024. Pred tem je bila nemška zvezna ministrica za obrambo (2013-2019), zvezna ministrica za delo in socialne zadeve (2009-2013) ter ministrica za družino, starejše, ženske in mladino (2005-2009). Je članica nemške stranke CDU/CSU, v evropski politiki pa članica Evropske ljudske stranke.

## Mladost
Von der Leynova se je rodila leta 1958 v Ixellesu v Bruslju v Belgiji, kjer je živela do svojega trinajstega leta. Družinski člani so jo pogosto imenovali Röschen, pomanjševalnico imena Rose. Njen oče Ernst Albrecht je bil od ustanovitve Evropske komisije leta 1958 eden prvih evropskih javnih uslužbencev, najprej kot vodja kabineta evropskega komisarja za konkurenco Hansa von der Groebena v Hallsteinovi komisiji, nato pa med letoma 1967 in 1970 kot generalni direktor Generalnega direktorata za konkurenco. V Bruslju je obiskovala je Evropsko šolo.
Leta 1971 se je preselila v Lehrte v Hannovru, saj je njen oče postal izvršni direktor živilskega podjetja Bahlsen in se vključil v državno politiko na Spodnjem Saškem. Njen oče je bil med letoma 1976 in 1990 ministrski predsednik Spodnje Saške (deželni premier). Leta 1980 je kandidiral za nominacijo CDU za nemškega kanclerja.

## Izobraževanje
Leta 1977 je začela študirati ekonomijo na univerzi v Göttingenu. Na vrhuncu strahu pred komunističnim terorizmom v Zahodni Nemčiji je leta 1978 pobegnila v London, saj so njeni družini sporočili, da jo namerava ugrabiti Rdeča armada (RAF), ker je hči uglednega politika. Več kot leto dni se je skrivala v Londonu, kjer je z zaščito Scotland Yarda živela pod imenom Rose Ladson. V Londonu se je vpisala na London School of Economics. Nemška pomanjševalnica Rose, Röschen, je bil njen vzdevek že od otroštva, medtem ko je bilo Ladson ime družine njene ameriške prababice, ki izvira iz Northamptonshira. Leta 1979 se je vrnila v Nemčijo, a je nekaj let živela pod posebnim varstvom.
Leta 1980 se je preusmerila na študij medicine in se vpisala na medicinsko šolo v Hannoveru, kjer je leta 1987 diplomirala in pridobila zdravniško licenco. Med letoma 1988 in 1992 je delala kot asistentka na Ženski kliniki Hannoverske medicinske šole. Po doktorskem študiju je leta 1991 doktorirala. Po rojstvu dvojčkov je bila gospodinja v Stanfordu v Kaliforniji, njen mož pa je bil član fakultete na Univerzi Stanford.
Med letoma 1998 in 2002 je predavala na Oddelku za epidemiologijo, socialno medicino in raziskave zdravstvenega sistema na medicinski fakulteti v Hannoveru. Leta 2001 je magistrirala iz javnega zdravstva.

## Nemška politika
Malo pred prelomom tisočletja se je Ursula von der Leyen vključila v politiko, sprva v lokalno. Med letoma 2003 in 2005 v vladi Christiana Wulffa delovala kot Ministrica za socialne zadeve, ženske, družina in zdravje dežele Spodnje Saške.

### Ministrica v zvezni vladi
Ko je leta 2005 Angela Merkel zasedla položaj kanclerke Nemčije, je von der Leyenovo imenovala na mesto zvezne ministrice za družino, starejše, ženske in mladino. V naslednjem mandatu Merklove, je bila leta 2009 imenovana za zvezno ministrico za delo in socialne zadeve. Leta 2013 je postala zvezna ministrica za obrambo Zvezne republike Nemčije. Prizadevala si je za reformiranje vojske 
Ursula von der Leyen je bila ena tistih, ki je ostala ob Merklovi vsa leta njenega kanclerskega mandata. Z Merklovo naj bi postali tudi osebni prijateljici in zaveznici. Mnogi so zato von der Leyenovo videli kot možno naslednico na mestu nemške kanclerke, zaradi svojega delovanja na obrambnem ministrstvu pa celo kot generalno sekretarko zveze NATO. 

## Predsednica Evropske komisije
Glavni članek: Komisija Ursule von der Leyen

### Prvi mandat
Na Volitvah v evropski parlament 2019 so stranke nastopile po sistemu vodilnih kandidatov, kar pomeni, da je vsaka politična skupina določila prvo ime svoje liste, ki bi bil nato njihov kandidat za predsednika Evropske komisije. Po zmagi Evropske ljudske stranke na volitvah so se začela usklajevanja med ELS, socialisti in liberlaci, ki skupaj tvorijo večino v parlamentu. Koalicijska partnerja in Evropski svet se nista strinjala z imenovanjem Manfreda Webra na mesto predsednika komisije, zato je ljudska stranka ponudila novo ime, Ursulo von der Leyen. 
2. julija 2019 je predsednik Evropskega sveta Donald Tusk sporočil, da so voditelji članic potrdili kandidate za vodilne položaje v uniji, med njimi tudi von der Leyenovo za predsednico komisije. Pri glasovanju se je vzdržala Nemčija, saj sta se nemški koalicijski partnerici dogovorili, da se v primeru nepoenotenja glede imena Angela Merkel na glasovanju vzdrži.
Anonimno glasovanje je potekalo v torek, 16. julija 2019 ob 18. uri. S svojim programom in 42-minutnim govorom v Evropskem parlamentu je prepričala 383 evropskih poslancev, kar je devet glasov več od potrebne absolutne večine.
Sestavo komisije je Ursula von der Leyen predstavila 10. septembra 2019. Predvidevala je le 27 evropskih komisarjev, saj naj bi Združeno kraljestvo iz Evropske unije izstopilo že pred nastopom nove Komisije. V primeru da se to ne bi zgodilo, bi moral Otok izbrati svojega kandidata. Med izbrano ekipo je bil tudi slovenski kandidat Janez Lenarčič, ki mu je predsednica dodelila resor kriznega upravljanja. Nova sestava Evropske komisije je predvidela tudi osem podpredsednikov. To so Josep Borrell iz Španije (tudi visoki predstavnik), Věra Jourová iz Češke, Margaritis Schinas iz Grčije, slovak Maroš Šefčovič ter Dubravka Šuica iz Hrvaške, Frans Timmermans iz Nizozemske, Margrethe Vestager iz Danske ter Valdis Dombrovskis iz Latvije pa so bili predlagani za izvršne podpredsednike Evropske komisije. Zaradi različnih okoliščin in škandalov iz preteklosti so bili na predstavitvi pred pristojnimi odbori Evropskega parlamenta zavrnjeni trije kandidati - Francoski, Romunski ter Madžarski. Ker bi bila zaradi zaslišanja novih kandidatov potrditev celotne nove Komisije do konca oktobra praktično nemogoča, so nastop nove komisije prestavili na 1. decembra 2019 in ne 1. novembra, kot je bilo sprva predvideno.
Marca 2020 je Komisija Ursule von der Leyen zavrnila zamisel o prekinitvi Schengenskega sporazuma z namenom uvedbe mejnega nadzora okoli Italije, ki je bila takrat središče pandemije COVID-19 v Evropi. Odločitev je botrovala kritikam nekaterih evropskih politikov. Potem ko so nekatere države članice EU zaradi pandemije COVID-19 napovedale zaprtje svojih državnih meja za tuje državljane, je Ursula von der Leyen dejala, da so "Določeni nadzori morda upravičeni, vendar se splošne prepovedi potovanj po mnenju Svetovne zdravstvene organizacije ne zdijo najbolj učinkovite. Poleg tega imajo močan družbeni in gospodarski vpliv, motijo življenja in poslovanje ljudi prek meja." Von der Leyen je obsodila odločitev ZDA, da zaradi koronavirusa omejijo potovanja iz Evrope.
Von der Leyen je podprla uvedbo sankcij EU proti Belorusiji, potem ko so varnostne službe nasilno zatrle ulične proteste v Minsku in drugod proti 26-letni avtoritarni vladavini pod predsednikom Aleksandrom Lukašenkom. Protesti so potekali po spornih predsedniških volitvah, ki jim je nasprotovala opozicija, EU pa jih je označila za nesvobodne in nepoštene. Sankcije so bile uvedene, potem ko je beloruska vlada preusmerila civilno letalo, da bi prijela opozicijskega osebja Romana Protaseviča.
Zaradi kombinacije neugodnih razmer, kot so naraščajoče povpraševanje po zemeljskem plinu, zmanjšana dobava zemeljskega plina iz Rusije in Norveške na evropske trge ter manjša proizvodnja energije iz obnovljivih virov energije, kot so veter, voda in sončna energija, se je Evropa v letu 2021 soočala s strmim porastom cene energije. Nekateri kritiki so za rekordno rast cen energije krivili Zeleni dogovor Evropske komisije, katerega cilj je narediti EU podnebno nevtralno do leta 2050. Ursula Von der Leyen je dejala, da je "Današnja Evropa preveč odvisna od uvoza plina. Odgovor je povezan z diverzifikacijo naših dobaviteljev ... in, kar je bistveno, s pospeševanjem prehoda na čisto energijo." 
Decembra 2021 je Ursula von der Leyen, ki je nekdanja zdravnica, izrazila zaskrbljenost, da tretjina evropskega prebivalstva še vedno ni cepljena. Dejala je, da bi morale države EU začeti razpravo o tem, da bi cepljenje proti COVID-19 postalo obvezno, ker preveč ljudi še vedno zavrača prostovoljno cepljenje.
8. aprila 2022 je sredi ruske invazije na Ukrajino Von der Leyen odpotovala v Kijev (v katerem so nekaj dni prej potekali boji), da bi podprla ogroženega Volodimirja Zelenskega in njegove rojake. Obiskala je mesto pokola v Buči in tvitnila "Moje sporočilo ukrajinskemu ljudstvu: Odgovorni za grozodejstva bodo privedeni pred sodišče. Vaš boj je naš boj." in obljubila, da si bo prizadevala za pristop Ukrajine k Evropski uniji. "Naš cilj je, da to poletje svetu predstavimo vlogo Ukrajine." Spremljal jo je visoki predstavnik Josep Borrell, ki je izrazil prepričanje, da bodo države EU kmalu privolile v njegov predlog, da se Ukrajini zagotovi dodatnih 500 milijonov evrov za podporo oboroženim silam v boju proti ruski vojski." 4. maja 2022 je napovedala, da si bo Evropska unija prizadevala prepovedati ves uvoz ruske surove nafte in naftnih derivatov. V izjavi je dejala, da mora EU postati neodvisna od ruske nafte, premoga in plina.
10. maja je v parlamentu v Strasbourgu skupaj s privržencem Svetovnega gospodarskega foruma Emmanuelom Macronom predlagala opustitev soglasja, ki ga zahtevajo ustavne spremembe v EU, ki je zapisana v Lizbonski pogodbi. Takrat je 13 od 27 držav izrazilo svoje nasprotovanje opustitvi: Bolgarija, Hrvaška, Danska, Estonija, Finska, Latvija, Litva, Malta, Poljska, Češka, Romunija, Slovenija in Švedska.
9. avgusta 2023 je Ursula von der Leyen z evropskim komisarjem za krizno upravljanje Janezom Lenarčičem obiskala Slovenijo po katastrofalnih poplavah. Ogledala si je nekatere opustošene kraje, med drugim Črno na Koroškem. Med obiskom se je sestala tudi s predsednico republike Natašo Pirc Musar in nagovorila slovenski parlament. Iz naslova solidarnostnega sklada Evropske unije je Sloveniji obljubila 100 milijonov evrov v letu 2023, prihodnje leto pa še 300 milijonov evrov.

### Drugi mandat
Marca 2024 je bila von der Leyen ponovno potrjena kot kandidatka Evropske ljudske stranke za predsednico Evropske komisije. Evropski svet je po evropskih volitvah, 27. junija 2024, von der Leyenovo imenoval za drugi mandat predsednice Evropske komisije. 18. julija 2024 je bila po tajnem glasovanju med evropskimi poslanci v Evropskem parlamentu ponovno izvoljena za nadaljnji petletni mandat; za je glasovalo 401 poslancev, 284 jih je bilo proti. Med slovenskimi evropskimi poslanci iz vrst Evropske ljudske stranke ji je podporo napovedal le Matej Tonin (NSi), da je ne bodo podprli pa so napovedali evropski poslanci SDS Zala Tomašič, Branko Grims, Romana Tomc in Milan Zver.
Pri sestavi nove komisarske ekipe je von der Leyenova znova zagovarjala spolno uravnoteženost; državam je dopustila, da znova kandidirajo obstoječe komisarje, v primeru novega imena, pa so morala predlagati žensko in moškega kandidata. Po pravnem redu države k temu niso bile zavezane. Od držav članic je poziv upoštevala le Bolgarija. Romunija je sprva moškega kandidata zamenjala z žensko, poleg Malte pa je na moškem kandidatu sprva vztrajala tudi Slovenija - Golobova vlada je na komisarsko mesto nominirala Tomaža Vesela. Na obisku v Sloveniji v začetku septembra 2024 naj bi Ursula von der Leyen predsedniku vlade Robertu Golobu izrazila pričakovanje, da Slovenija nominira žensko kandidatko. Čez nekaj dni je Vesel od kandidature odstopil, slovenska vlada pa je 9. septembra kot kandidatko potrdila Marto Kos.

## Zasebno življenje
Leta 1986 se je poročila z zdravnikom Heikom von der Leyenom. V zakonu se jima je rodilo sedem otrok, zaradi česar je Ursula nekaj let živela kot gospodinja. V devetdesetih so zaradi Heikomove akademske poti štiri leta živeli v Stanfordu, od leta 1996 pa znova v Nemčiji, na kmetiji blizu Hannovra, kjer redijo konje. Je navdušena konjenica, ukvarjala se je tudi s tekmovalnim jahanjem.
Njena materinščina sta nemščina in francoščina, tekoče pa govori tudi angleško, saj je skupaj pet let živela v Združenem kraljestvu in Združenih državah Amerike.
Aprila 2021 je postala babica, vendar je to sporočila šele meseca maja na konferenci v Strasbourgu.

## Galerija
- Volilni plakat iz leta 2005.
- V Haagu leta 2013.
- Kot ministrica za obrambo Nemčije, leta 2014.
- Leta 2015 z ameriškim sekretarjem za obrambo.
- Z ruskim predsednikom Vladimirjem Putinom.
- Z ameriškim predsednikom Donaldom Trumpom leta 2020 v Davosu.